# Mambai (timorský jazyk)
Mambai (též Mambae nebo Manbae) je druhý nejpoužívanější domorodý jazyk na Východním Timoru (tím prvním je jazyk tetum). Používají ho především příslušníci kmene Mambai, kteří žijí v západní části Východního Timoru. Počet mluvčích se odhaduje na 130 000.
Řadí se do velké jazykové rodiny austronéských jazyků, v rámci kterých se řadí pod malajsko-polynéské jazyky a timorské jazyky.

## Ukázka
Text v jazyce tetum (v bublině nalevo), mambai (veprostřed) a portugalštině (napravo):